# Hiếu Mẫn Nhượng Hoàng hậu
Hiếu Mẫn Nhượng Hoàng hậu (chữ Hán: 孝愍讓皇后, 1378 - 1402), là Hoàng hậu duy nhất  của Minh Huệ Đế Chu Doãn Văn.

## Tiểu sử
Hiếu Mẫn Nhượng Hoàng hậu có họ Mã (馬氏), là con gái của Quang lộc Thiếu khanh Mã Toàn (馬全).
Năm Hồng Vũ thứ 28 (1395), bà được cưới cho Hoàng thái tôn Chu Doãn Văn, tức Minh Huệ Đế, cháu trai của Minh Thái Tổ Chu Nguyên Chương. Vì là một Trữ phi, bà được phong làm Hoàng thái tôn phi (皇太孙妃), là người đầu tiên có danh vị này. Năm thứ 31 (1398), Chu Doãn Văn kế vị, sang năm sau, là Kiến Văn nguyên niên (1399) thì bà được sách lập làm Hoàng hậu. Bà hạ sinh cho Minh Huệ Đế hai Hoàng tử, là Hòa Giản Thái tử Chu Văn Khuê và Nhuận Hoài vương Chu Văn Khuyên.
Năm Kiến Văn thứ 4 (1402), tháng 6 (ÂL), chú của Huệ Đế là Yên vương Chu Đệ mưu phản cướp ngôi. Minh Huệ Đế không rõ tung tích, có thuyết là ông đã chết trong cung khi hỏa hoạn, có thuyết ông trốn ra được và mai danh ẩn tích. Còn Mã Hoàng hậu nhảy vào lửa tự vẫn. Từ đấy về sau, Mã thị được gọi trong Minh sử là Huệ Đế Mã Hoàng hậu (惠帝馬皇后).
Năm Sùng Trinh thứ 17 (1644), Hoằng Quang Đế nhà Nam Minh là Chu Do Tung tức vị, truy tôn thụy hiệu cho Mã Hoàng hậu là Hiếu Mẫn Ôn Trinh Triết Duệ Túc Liệt Tương Thiên Bật Thánh Nhượng Hoàng hậu (孝愍溫貞哲睿肅烈襄天弼聖讓皇后).

## Hậu duệ
1. Hoà Giản Thái tử Chu Văn Khuê [朱文奎; 1396 – 1402], sinh ngày Giáp Dần vào tháng 10, tức ngày 30 tháng 11 dương lịch. Được cho là bị chết cháy cùng với Minh Huệ Đế và Hiếu Mẫn Nhượng Hoàng hậu.
2. Nhuận Hoài vương Chu Văn Khuyên [朱文圭; 1401 – 1457], sống sót trong đám cháy, bị quản thúc tới khi qua đời tại Quản An cung, Phượng Dương.